# Licha niveilinea
Licha niveilinea là một loài bướm đêm trong họ Noctuidae.